# Сербия на летних Олимпийских играх 1912
Летние Олимпийские игры 1912 — первое участие сборной Сербии в Олимпийских играх современности. Королевство Сербия было представлено двумя спортсменами (Душан Милошевич и Драгутин Томашевич) в одном виде спорта — лёгкая атлетика. На следующих Олимпийских играх 1920, которые проходили после окончания Первой мировой войны, сербские спортсмены выступали в составе сборной Королевства сербов, хорватов и словенцев.